# Casa della Farnesina

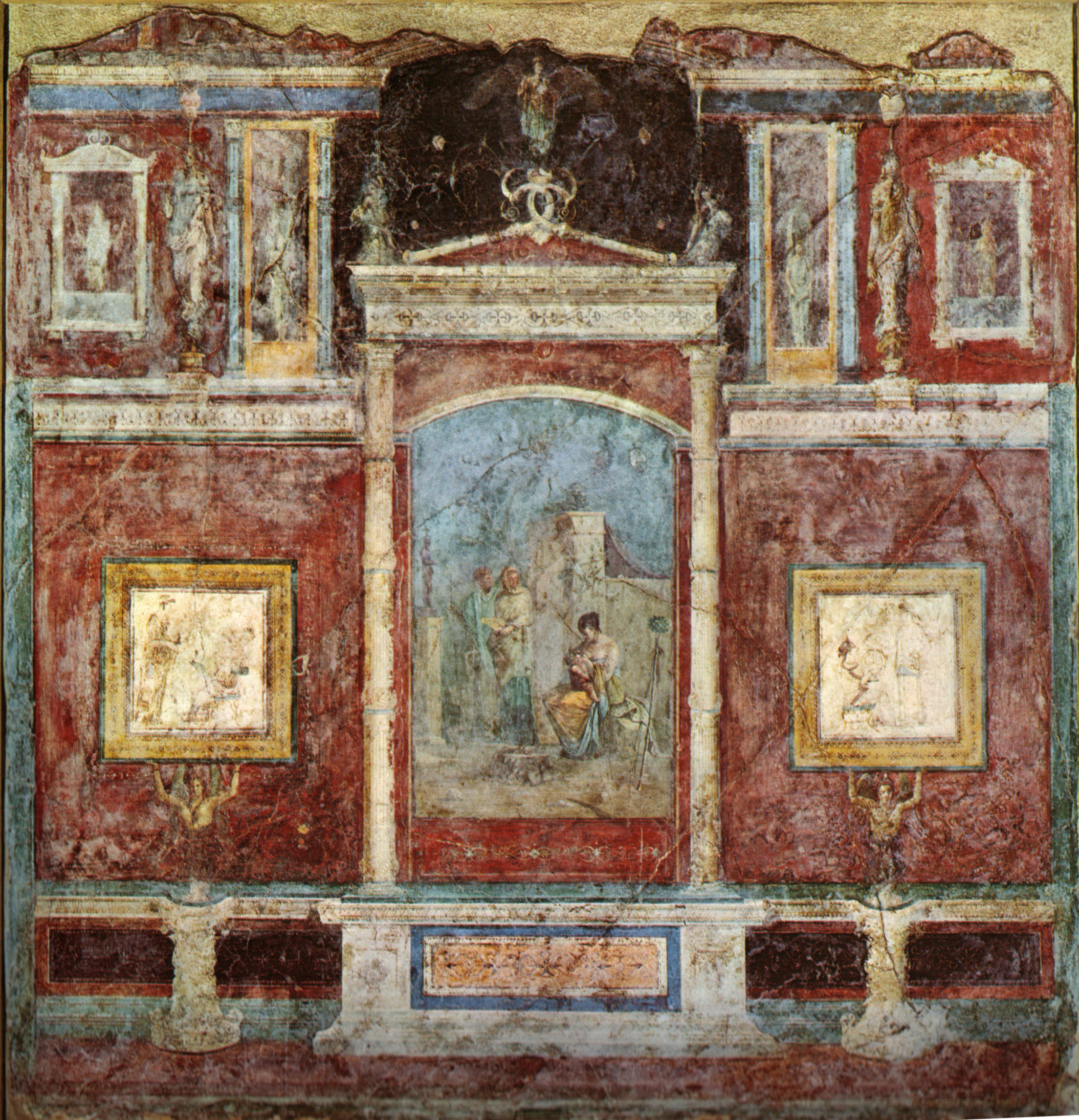
Wandfresko aus Cubiculum B

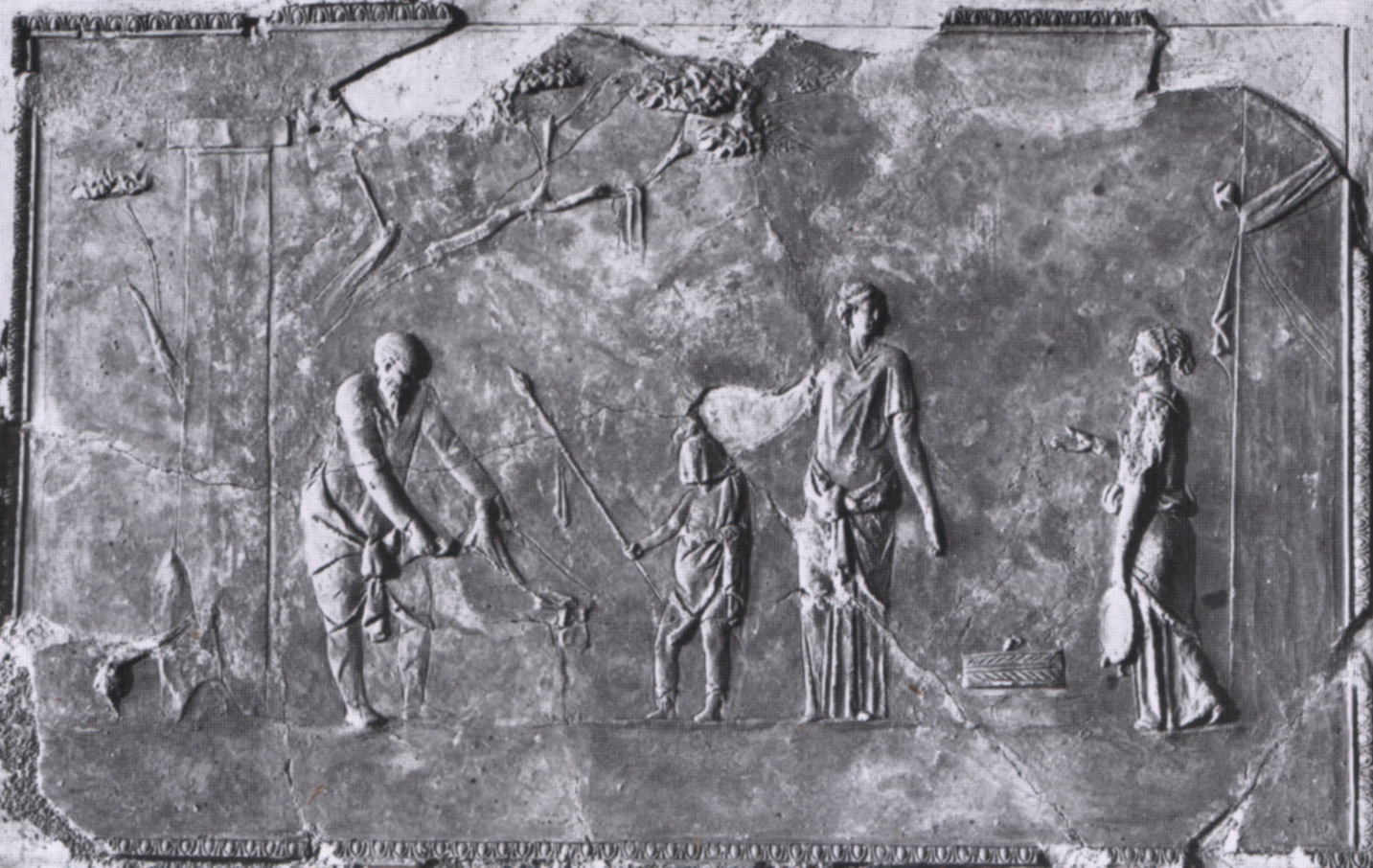
Stuckrelief mit dionysischer Einweihungsszene aus Cubiculum D

Casa della Farnesina (auch Villa Iulia und Villa unter der Farnesina, nicht zu verwechseln mit der Villa Farnesina aus dem 16. Jahrhundert) ist eine römische Villa, die um 20 v. Chr. im Ufergebiet des Tibers in Rom entstand und möglicherweise als Wohnsitz für Marcus Vipsanius Agrippa und Iulia diente.
Die Villa musste bald nach dem Bau aufgegeben werden, da sie offenbar zu nahe am Tiber gebaut war und eine Überschwemmung das Gebäude mit Schlamm füllte. 1879 wurde das Gebäude bei Arbeiten zur Errichtung von Dämmen an den Tiberufern in den Gärten der Villa Farnesina entdeckt. Es konnten vier Räume und zwei Korridore gerettet werden. In sämtlichen Räumen fand sich reicher Wandschmuck, der zu den wichtigsten Zeugnissen stadtrömischer Ausstattungskunst in frühaugusteischer Zeit gehört.
Die Wandmalerei zeigt – wie auch die Casa di Livia – eine Mischform zwischen 2. Stil und 3. Stil der römischen Wandmalerei. Einige der Malereien zeigen ein mythologisches Mittelbild auf weißem Grund, das von roten Feldern umgeben ist. Im Vordergrund wurden Säulen und andere architektonische Elemente als Scheinarchitektur aufgetragen.
Die Fresken wurden nach der Entdeckung abgenommen und befinden sich heute im Palazzo Massimo.